# Српуі Тюсаб
Српуі Тюса́б, справжнє прізвище Ваганя́н (вірм. Սրբուհի Տիւսաբ, 1840, Константинополь — 1901, там само) — вірменська письменниця-феміністка і перша вірменська жінка письменниця. Вона була сестрою відомого вірменського політика Османської імперії Ованеса Ваганяна.

## Життєпис
Народилася в районі Ортакьой у Константинополі в заможній вірмено-католицькій родині вищого класу. У той час заможні родини регулярно наслідували тенденції та звичаї західноєвропейського, насамперед французького суспільства. Юна Тюсаб, отримавши освіту в західноєвропейських закладах, мало цікавилася вірменською мовою. Однак після навчання у шанованого вірменського поета Мкртіча Бешикташляна, Тюсаб почала виявляти глибоку прихильність до мови, а також до її спадщини. Її перші творчі спроби були написані класичною вірменською мовою.

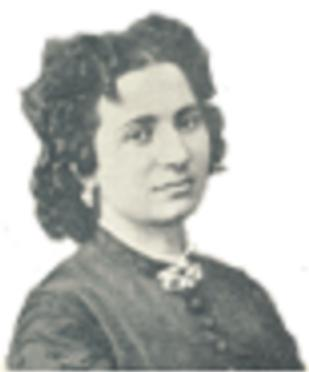
Српуі Тюсаб

Тюсаб була одружена з французьким музикантом Полем Тюсабом, з яким вона керувала салоном європейського стилю, де видатні інтелектуали, ліберали, письменники та активісти міста збиралися, щоб обговорити соціальні та політичні проблеми, літературу та поезію. Вона брала активну участь у благодійних організаціях, які сприяли підтримці та освіті жінок. Творчість Тюсаб зображає європейські тенденції XIX століття. Писала переважно в романтичному стилі.
Мала двох дітей, Дорін та Едгара. Дорін померла в 1891 році, після чого Тюсаб припинила писати для публікації. Тюсаб померла у 1901 році.

## Писання
Тюсаб — перша вірменська письменниця, що опублікувала твори, які сьогодні можна було б назвати феміністськими. Найпершою з них була серія нарисів про статус жіночої освіти та зайнятості. У 1883 році вона опублікувала перший роман вірменки «Майда», в якому розглядалася тема нерівного становища жінок. Занепокоєння Тюсаб про жіноче підпорядкування, низьку освіту та відсутність фінансової незалежності було розвинуто в пізніших романах «Сирануш» (1884) і «Араксія, або Гувернантка» (1887).
Вона була дуже стурбована становищем жіночого селянства Османської імперії, нападаючи на традиційні патріархальні структури, що стояли за їх невіглаством, і гніт чоловіків, який призвів до примусових шлюбів у сільській місцевості. Далі вона зазначила, що навіть у більш культурному та космополітичному Константинополі жінки «досі були позбавлені свободи й переважали чоловіки». Тюсаб була впевнений, що суспільство не зможе розвиватися і прогресувати без емансипації жінок. За ці ліберальні ідеї вона зіткнулася з образою деяких видатних вірменських інтелектуалів, таких як Крікор Зограб, але її поважали прогресисти.

## Спадщина
Сьогодні Тюсаб вважається піонеркою у вирішенні жіночої нерівності та потреб жіночої освіти. Вона була джерелом натхнення для інших вірменських письменниць і журналісток, таких як Забел Єсаян, яка згадувала, як читала її в молодості: «Ми разом читали книги мадам Тюсаб, і у творчості цієї феміністки ми намагалися знайти рішення для проблеми, з якими ми зіткнулися». Пізніше вона разом із друзями відвідала Тюсаб: «Вона одразу почала ставити питання і говорила з нами тепло та підбадьорено… Почувши, що я сподіваюся стати письменницею, мадам Тюсаб спробувала мене попередити. Вона сказала, що для жінок світ літератури сповнений набагато більше тернів, ніж лаврів. Вона розповіла мені, що в наш час жінка, яка хоче вирізати собі місце в суспільстві, все ще не терпиться. Щоб подолати всі ці перешкоди, мені потрібно було перевищити посередність… Вона справила на нас глибоке враження… Ми обидві погодилися, що для того, щоб перевищити посередність, нам потрібно поїхати до Європи, щоб продовжити освіту».
Перший переклад англійською її роману «Майда», написаний Нарегом Сеферіаном, був опублікований у 2020 році.

## Виноски
1. ↑  Це написання її імені за класичною орфографією[en]. За реформованою орфографією[en] писатиметься Սրբուհի Տյուսաբ.